# Beagle B.206
Die Beagle B.206 ist ein leichtes zweimotoriges Propellerflugzeug des britischen Herstellers Beagle Aircraft aus den 1960er Jahren. Die Militärversion erhielt die Bezeichnung Beagle Basset CC.1.

## Geschichte
Die Beagle B.206 beruht auf der Bristol 220, einem abgebrochenen Projekt aus den 1950er Jahren. Die Entwurfsarbeiten begannen 1960. Am 15. August 1961 absolvierte der Prototyp B.206X (Kennzeichen G-ARRM) seinen Erstflug. Das als Tiefdecker ausgelegte Ganzmetallflugzeug war mit fünf Sitzen ausgestattet und wurde von zwei Continental-Boxermotoren IO470 mit je 195 kW angetrieben. Der Prototyp war kleiner als die Serienmaschinen und besaß nur eine Spannweite von 11,58 m und eine Startmasse von 2862 kg.
Der zweite Prototyp B.206Y (Kennzeichen G-ARXM) wurde für sieben Personen ausgelegt. Der Erstflug dieser Maschine, die über zwei GIO-470-Motoren mit 230 kW verfügte, erfolgte am 12. August 1962. Der Prototyp ging am 25. Mai 1964 durch einen Flugunfall verloren.
Anschließend wurden zwei Vorserienmodelle vom Ministry of Aviation bestellt und an das Aeroplane and Armament Experimental Establishment geliefert. Die B.206Z1 (Kennzeichen XS742) wurde in Shoreham-by-Sea gebaut und flog erstmals am 24. Januar 1964. Die B.206Z2 (Kennzeichen XS743) wurde in Rearsby hergestellt und startete am 20. Februar zu ihrem ersten Flug. Der Tragflügel wurde von Boulton Paul hergestellt. Diese Ausführung diente als Prototyp für die B.206 Series 1 (auch B.206R). 20 Flugzeuge wurden als Beagle Basset CC.1 an die Royal Air Force als Transport- und Verbindungsflugzeug verkauft und ab Mai 1965 ausgeliefert, nachdem der Erstflug am 24. Dezember 1964 erfolgt war. Die Kabinentür war bei diesen Maschinen über die Tragfläche zugänglich. Weitere elf Maschinen gingen an zivile Kunden.
Der Prototyp der stärker motorisierten Series 2 bestritt seinen Erstflug am 23. Juni 1965. Diese Version verfügte über GTSIO520-Motoren und war zusätzlich mit einer Tür hinter den Tragflächen ausgestattet, die das Ein- und Aussteigen sowie das Beladen erleichterte. Genutzt wurden die 47 gebauten Maschinen unter anderem als Lufttaxi und als Transportflugzeug. Zwei Exemplare wurden nach Australien an den Royal Flying Doctor Service verkauft.
Als letzte Version entstand die Series 3 mit gestrecktem Rumpf und zehn Passagierplätzen, von der nur noch 3 Stück gebaut wurden. Danach endete die Produktion der B.206 zugunsten der erfolgreicheren Beagle B.121. Bis 1969 wurden 85 B.206 gebaut.

## Technische Daten (B.206 Series 2)
| Kenngröße             | Daten                                                                        |
| --------------------- | ---------------------------------------------------------------------------- |
| Besatzung             | 1–2                                                                          |
| Passagiere            | 6                                                                            |
| Spannweite            | 13,96 m                                                                      |
| Länge                 | 10,26 m                                                                      |
| Höhe                  | 3,45 m                                                                       |
| Flügelfläche          | 19,88 m²                                                                     |
| Flügelstreckung       | 9,8                                                                          |
| Leermasse             | 2177 kg                                                                      |
| Startmasse            | 3401 kg                                                                      |
| Höchstgeschwindigkeit | 415 km/h                                                                     |
| Dienstgipfelhöhe      | 8260 m                                                                       |
| Reichweite            | 2575 km                                                                      |
| Triebwerke            | zwei Boxermotoren Rolls Royce Continental GTSIO-520-C mit je 254 kW (345 PS) |